# Železniční trať Trutnov–Sędzisław
Železniční trať Trutnov–Sędzisław (v jízdních řádech pro cestující v Polsku označena číslem 247, v Česku 043) se nachází na území Dolnoslezského vojvodství Polska a Královéhradeckého kraje v Česku. Vede z Trutnova přes Královec a Kamiennou Góru do Sędzisławi.

## Historie
Trať na dnešním českém území byla součástí sítě soukromé společnosti Jihoseveroněmecké spojovací dráhy (SNDVB), která již dříve vystavěla odbočku od své páteřní trati Pardubice – Liberec do Malých Svatoňovic, kde se nacházely uhelné doly.
Zákonem byla umožněna další vedlejší stavba železnice Josefovsko-Svatoňovické až na hranice zemské u Karlova Háje listem povolení ze dne 15. června 1856 daný jihoseverní německé železnici spojovací. Železnice ze Svatoňovic do Králova Háje měla býti ve třech letech vystavena a po ní ježděno. Roku 1866 se začalo se stavbou. Ta ale byla přerušena prusko-rakouskou válkou.
Po uklidnění poměrů se v práci pokračovalo a mezistátní smlouva mezi Rakousko-Uherskem a Pruskem z roku 1867 zajistila překročení hranic v Královeckém průsmyku. Část do Královce byla uvedena do provozu roku 1868. Dne 29. prosince 1869 byla otevřena trať z tehdy pruské Sędzisławi (Ruhbank) přes Kamiennou Góru (Landshut) do Lubawky (Libau), kde byla zřízena rozsáhlá přechodová stanice. Následně byl zprovozněn úsek Královec (Königshan) – Lubawka (Liebau) a otevřen přechod.
Otevřením této trati získaly železniční spojení i uhelné doly na žacléřsku. Trať však v tuto dobu neprocházela dnešní stanicí Trutnov hlavní nádraží, ale pouze stanicí Trutnov-Poříčí (tehdy nazvaná Trutnov). Spojku z hlavního nádraží do Poříčí vystavěla až roku 1870 Rakouská severozápadní dráha, jež byla dceřinou společností SNDVB.

### Po roce 1900
K roku 1909 byla zestátněna celá SNDVB a k.k. StB se tak staly vlastníkem i provozovatelem hlavní trati z Trutnova do Lubawky. V roce 1900 byly podle tehdejšího jízdního řádu byly na rakousko-uherské straně v provozu  stanice Poříčí, Bernartice a Königshan.
Majetek k.k. StB převzaly roku 1918 ČSD. Po říjnovém převratu 1918 zůstal zdejší hraniční přechod v provozu jak v osobní, tak v nákladní dopravě. Roku 1921 německé železnice elektrizovaly některé tratě na tehdejším svém území a mezi nimi byla i spojnice z vnitrozemí do Lubawky, kde elektrické vedení končilo (elektrický provoz byl zahájen 17. srpna 1921). Traťové trakční zařízení bylo ale po 2. světové válce částečně rozebráno sovětskou armádou. Zbytky stožárů trakčního vedení byly ale ve zdejší stanici k vidění do nedávné doby.
Po druhé světové válce připadlo území Slezska Polsku a správa železnice na původně německé straně hranice přešla pod Polskie Koleje Państwowe a přeshraniční osobní doprava byla zastavena. Nákladní však fungovala dál, stejně jako vnitrostátní osobní i nákladní doprava. K velkým změnám začalo docházet až po roce 1989. Nejdříve byla roku 1992 zastavena těžba v dole Jan Šverma, ke kterému odbočovala vlečka v Lamperticích. Postupně klesala i tranzitní doprava do Polska, až byla nakonec v roce 2001 zastavena. V osobní dopravě se sice uvažovalo o novém otevření přechodu, ale místo toho byla doprava v roce 2003 zredukována na pouhé čtyři spoje.
Dne 29. června 2008 projel po trati poslední vlak v režii ČD. Na trati byl 5. července 2008 obnoven sezónní víkendový provoz osobních vlaků mezi Trutnovem a polským městem Jelení Hora.
Koncem září 2008 však vlaky do Polska opět jezdit přestaly, jako náhradní řešení jezdily od 11. října vlaky opět do Žacléře.
Návrh jízdního řádu 2008/2009 nadále počítal s vedením přeshraničních vlaků, tento stav se přenesl i do knižního jízdního řádu. Ale vlaky přes hranice ani s novým jízdním řádem znovu nevyjely a nadále se jezdilo jen do Žacléře.
To však ustalo s 1. změnou jízdního řádu k 8. březnu 2009, kdy byla osobní doprava na celé trati znovu zastavena. Až v červnu 2009 opět vyjely přeshraniční vlaky do Polska, na české straně opět v režii firmy Viamont Regio; ta 20. prosinci 2011 změnila název na GW Train Regio. Od prosince 2012 již zastávky Libeč a Křenov, ve kterých vlaky nezastavují, nejsou v jízdním řádu pro cestující vůbec uváděny.

## Provoz na trati
| období jízdního řádu                             | číslo tratě a provozovaný úsek                                              | počet vlaků v úseku        |
| ------------------------------------------------ | --------------------------------------------------------------------------- | -------------------------- |
| 1900                                             | 62 Německý Brod – Pardubice – Libava                                        | 5 Os Poříčí – Libava       |
| 1921 léto                                        | 157 Německý Brod – Libava                                                   | 6 Os Poříčí – Libava       |
| 1928/29 zima                                     | 147 Chlumec nad Cidlinou – Poříčí u Trutnova – Liebau (Libava)              | 5 Os Trutnov – Liebau      |
| 1937/38 zima                                     | 125 Chlumec n. Cidl. – Lázně Bělohrad – Poříčí u Trutnova – Liebau (Libava) | 6 Os Trutnov - Liebau      |
| 1944/45                                          | 155f Ruhbank – Landeshut – Königshan – Trautenau – Hohenelbe                | 9 Os Königshan – Trautenau |
| 1945/46                                          | 4 Chlumec nad Cidlinou – Poříčí u Trutnova – Libava                         | 6 Os Trutnov – Königshan   |
| 1959/60                                          | 4d Trutnov – Královec – Žacléř                                              | 10 Os                      |
| 1988/89                                          | 043 Trutnov – Žacléř                                                        | 8 Os                       |
| 2002/03                                          | 043 Trutnov – Žacléř                                                        | 6 Os                       |
| 2012/13                                          | 043 Trutnov – Lubawka                                                       | 3 Os o víkendu v létě      |
| Vysvětlivky: Sm – smíšený vlak, Os – osobní vlak |                                                                             |                            |